# Intrasite
 (mars 2023).
Si vous disposez d'ouvrages ou d'articles de référence ou si vous connaissez des sites web de qualité traitant du thème abordé ici, merci de compléter l'article en donnant les références utiles à sa vérifiabilité et en les liant à la section « Notes et références ».
On appelle réseau intrasite le réseau qui interconnecte les différents équipements utilisateurs (utilisateurs des services assurés par le réseau) d'un même site.
La notion de site couvre des réalités très différentes qui vont d'un domicile à un campus, une usine.
La technologie dominante dans le réseau intra-site est Ethernet, avec une poussée récente du sans fils de type Wi-Fi. Le réseau intra-site est généralement relié au réseau inter-site par un routeur.
On parle parfois de LAN (Local Area network) en lieu et place de réseau intra-site, mais la notion de LAN couvre des situations très diverses, depuis le segment ethernet jusqu'au réseau de campus structuré avec différents segments raccordés par des commutateurs ethernet et des routeurs.
Ce réseau intra-site peut être ou faire partie (plusieurs réseaux intersite reliés entre eux) de l'Intranet d'une entreprise ou entité (organisation ou administration par exemple).